# Ігор Джинович
Ігор Джинович (нар. 27 березня 1980, СФРЮ) — сербський футболіст, захисник.

## Біографія
Кар'єра Ігора розпочалася в місті Панчево (50 км від Белграду). Джинович прийняв запрошення президента ФК «Чукарички» Саші Михайловича та перейшов до столичного клубу. У команді грав разом із Гораном Гавранчичем. Влітку 2003 року залишив клуб у статусі вільного агента і перейшов у полтавську «Ворсклу-Нафтогаз». У Вищій лізі дебютував 14 вересня 2003 року в матчі проти дніпропетровського «Дніпра» (2:1). Влітку 2004 року перейшов у криворізький «Кривбас». У команді провів півроку і покинув клуб.